# Couldn’t Stand the Weather
Couldn’t Stand the Weather (с англ. — «Не выдержав непогоды») — второй студийный альбом американского блюз-рок-музыканта Стиви Рэй Вона и его группы Double Trouble (Крис Лейтон+). Он был выпущен 15 мая 1984 года на лейбле Epic Records как продолжение успешного с точки зрения критики и коммерции альбома 1983 года Texas Flood. Сессии записи проходили в январе 1984 года в клубе Power Station в Нью-Йорке.
Стиви Рэй Вон написал половину композиций для Couldn’t Stand the Weather. Альбом достиг 31 места в чарте Billboard 200, а клип на песню «Couldn’t Stand the Weather» регулярно крутили на MTV. Альбом получил в основном положительные отзывы, а AllMusic дал ему четыре звезды из пяти. Альбом получил похвалу за игру Вона и за такие песни, как «Voodoo Child» и «Tin Pan Alley», но подвергся критике за отсутствие оригинальных композиций.
В 1999 году вышло переиздание альбома, содержащее фрагмент аудиоинтервью и четыре студийных ауттейка. В 2010 году альбом был переиздан в качестве Legacy Edition, содержащего два CD с ранее не издававшимися студийными ауттейками и отрывками из концерта 17 августа 1984 года в The Spectrum в Монреале (Канада), первоначально записанными для радиопрограммы King Biscuit Flower Hour.

## История
В январе 1984 года Вон и Double Trouble провели 19 дней в студии звукозаписи Power Station в Нью-Йорке. Джон Хаммонд был исполнительным продюсером и руководил сессиями:5:298. Альбом был спродюсирован группой вместе с Ричардом Малленом и Джимом Кэпфером. Инжинирингом альбома занимались Маллен и Роб Итон:5. Графический художник Холланд Макдональд разработал обложку альбома при содействии Shostal Associates для изображения торнадо — фотографии торнадо 1957 года в Фарго Fargo tornado:4.

## Отзывы
| Оценки критиков                       | Оценки критиков |
| Источник                              | Оценка          |
| ------------------------------------- | --------------- |
| AllMusic                              | [ 3 ]           |
| Christgau's Record Guide              | B+              |
| The Encyclopedia of Popular Music     | [ 5 ]           |
| Entertainment Weekly                  | B+              |
| The Great Rock Discography            | 6/10            |
| MusicHound Rock                       | [ 8 ]           |
| The Penguin Guide to Blues Recordings | [ 9 ]           |
| The Rolling Stone Album Guide         | [ 10 ]          |

Couldn’t Stand the Weather получил положительные отзывы музыкальных критиков.
Альбом стал ещё одним коммерческим успехом Стиви Рэя Вона, с продажами 1 000 000 копий за пять недель. В ретроспективной рецензии Стивен Томас Эрлевайн из Allmusic написал: …

«Второй альбом Стиви Рэя Вона, Couldn’t Stand the Weather, сделал практически все, что должен сделать второй альбом: он подтвердил, что нашумевший дебют не был случайностью, и в то же время сравнялся, если не превзошёл, продажи своего предшественника, тем самым закрепив за Воном статус гиганта современного блюза… Тем не менее, Вон не так сильно напрягался, как мог бы, и есть ощущение, что если бы он напрягся, то создал бы что-то более сильное».
Роберт Кристгау в своей рецензии написал: «Хотя иногда он и приближается к этому, этот техасец не Хендрикс». Но между заслуженным кавером Джими и освежением лирики, второй альбом — это почти все, что разумный человек мог бы от него ожидать: роудхаусный альбом с гигантским звуковым воображением".

## Список композиций

### Оригинальное издание
Подробная информация взята из примечаний к альбому, выпущенному Epic Records в 1984 году; на переизданиях указаны несколько других авторов песен.
| №  | Название                         | Автор(ы)                       | Длительность |
| -- | -------------------------------- | ------------------------------ | ------------ |
| 1. | «Scuttle Buttin · »              | Стиви Рэй Вон                  | 1:49         |
| 2. | «Couldn’t Stand the Weather»     | Vaughan                        | 4:40         |
| 3. | «The Things (That) I Used to Do» | Eddie Jones a.k.a. Guitar Slim | 4:53         |
| 4. | «Voodoo Child (Slight Return)»   | Джими Хендрикс                 | 7:58         |

| №  | Название        | Автор(ы)            | Длительность |
| -- | --------------- | ------------------- | ------------ |
| 1. | «Cold Shot»     | K. Kendrid, Vaughan | 3:57         |
| 2. | «Tin Pan Alley» | Robert Geddins      | 9:10         |
| 3. | «Honey Bee»     | Vaughan             | 2:40         |
| 4. | «Stang’s Swang» | Vaughan             | 2:41         |

## Чарты
| Чарт (1984—1985)                        | Высшая позиция |
| --------------------------------------- | -------------- |
| Австралия (Kent Music Report)           | 20             |
| Канада (RPM Top Albums/CDs)             | 29             |
| Финляндия (The Official Finnish Charts) | 8              |
| Новая Зеландия (RMNZ)                   | 5              |
| Норвегия (VG-lista)                     | 14             |
| Швеция (Sverigetopplistan)              | 36             |
| США (Billboard 200)                     | 31             |

## Сертификации
| Регион                                                      | Сертификация  | Продажи    |
| ----------------------------------------------------------- | ------------- | ---------- |
| Австралия (ARIA)                                            | Золотой       | 35 000^    |
| Канада (Music Canada)                                       | Платиновый    | 100 000^   |
| Новая Зеландия (RMNZ)                                       | Платиновый    | 15 000^    |
| США (RIAA)                                                  | 2× Платиновый | 2 000 000^ |
| ^ Данные о тиражах приведены только на основе сертификации. |               |            |